# Сборная Англии по пляжному футболу
Сборная Англии по пляжному футболу (англ. England national beach soccer team) — национальная команда, которая представляет Англию на международных соревновательных дисциплинах по пляжному футболу. Управляется организацией England Beach Soccer.
Англия лишь раз участвовала на чемпионате мира, где в 1995 году завоевала бронзовые медали. По состоянию на апрель 2024 года Англия в мировом рейтинге пляжного футбола занимает 55 место.

## История
Дебют сборной Англии на чемпионате мира по пляжному футболу состоялся на историческом первом розыгрыше в 1995 году в Бразилии. Команда сумела выйти в полуфинал, где уступила хозяевам (2:13), а в матче за третье место оказалась сильнее Италии (7:6). Средний возраст команды составил 38 лет, а в её состав вошли такие футболисты как Гари Стивенс, Лутер Блиссетт, Расселл Осман, Фрэнк Уортингтон, Стив Шервуд, Сэмми Айго, Пол Вуд, Аарон Каннингэм и Стив Форбс.
В последующем Англия никогда больше не участвовала в розыгрышах чемпионатов мира. В июне 1996 года команда с Питером Шилтоном и Джеффом Херстом отправилась на турнир в Черногорию, где уступила Бразилии (1:13).
Впервые в Евролиге англичане сыграли в 2001 году, однако за всю историю никогда не оказывались в числе четырёх лучших команд турнира. На дебютном для Англии розыгрыше цвета команды защищал экс-игрок сборной Англии по футболу Джон Скейлз.

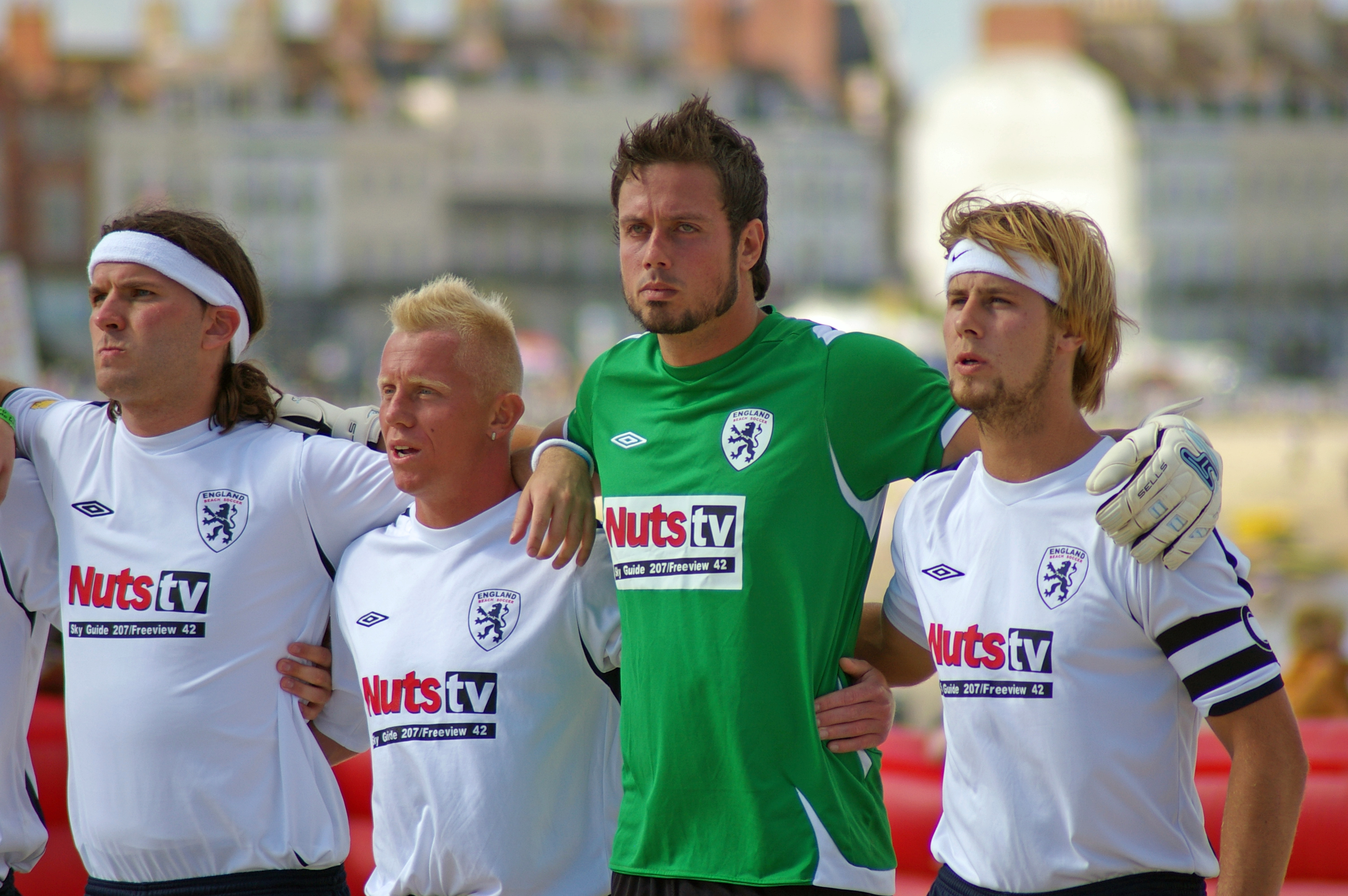
Команда в 2008 году

С 2002 года развитием пляжного футбола в Англии занимается организация England Beach Soccer, которая не связана с Футбольной ассоциацией Англии. По словам главы England Beach Soccer Джона Хокинса содержание сборной Англии ему обходится в 15-20 тысяч фунтов стерлингов в год.
В начале 2010-х сборную возглавил один из самых главных гвардейцев команды Терри Боуз, проведший за Англию более 130 матчей, а вне поля зарабатывавший на жизнь работой таксистом. Боуз пришёл в пляжный футбол после того, как не смог закрепиться в «Арсенале» и «Ипсвиче». Действующим капитаном команды является Аарон Кларк, имевший опыт игры за испанский «Леванте» и забивший более 150 голов на международном уровне. По состоянию на август 2023 года Кларк провёл за сборную 142 матча.
На Кубке Лагоса 2011 года Англия финишировала третьей. Также англичане дважды участвовали в Кубке Сал, проводимом на Кабо-Верде, где в 2016 году стали третьими, а в 2017 году — вторыми. В 2019 году команда была дисквалифицирована с квалификации Всемирных пляжных игр из-за неявки на матч с Францией.

## Достижения
- Бронзовый призёр чемпионата мира: 1995

## Статистика

### Чемпионат мира

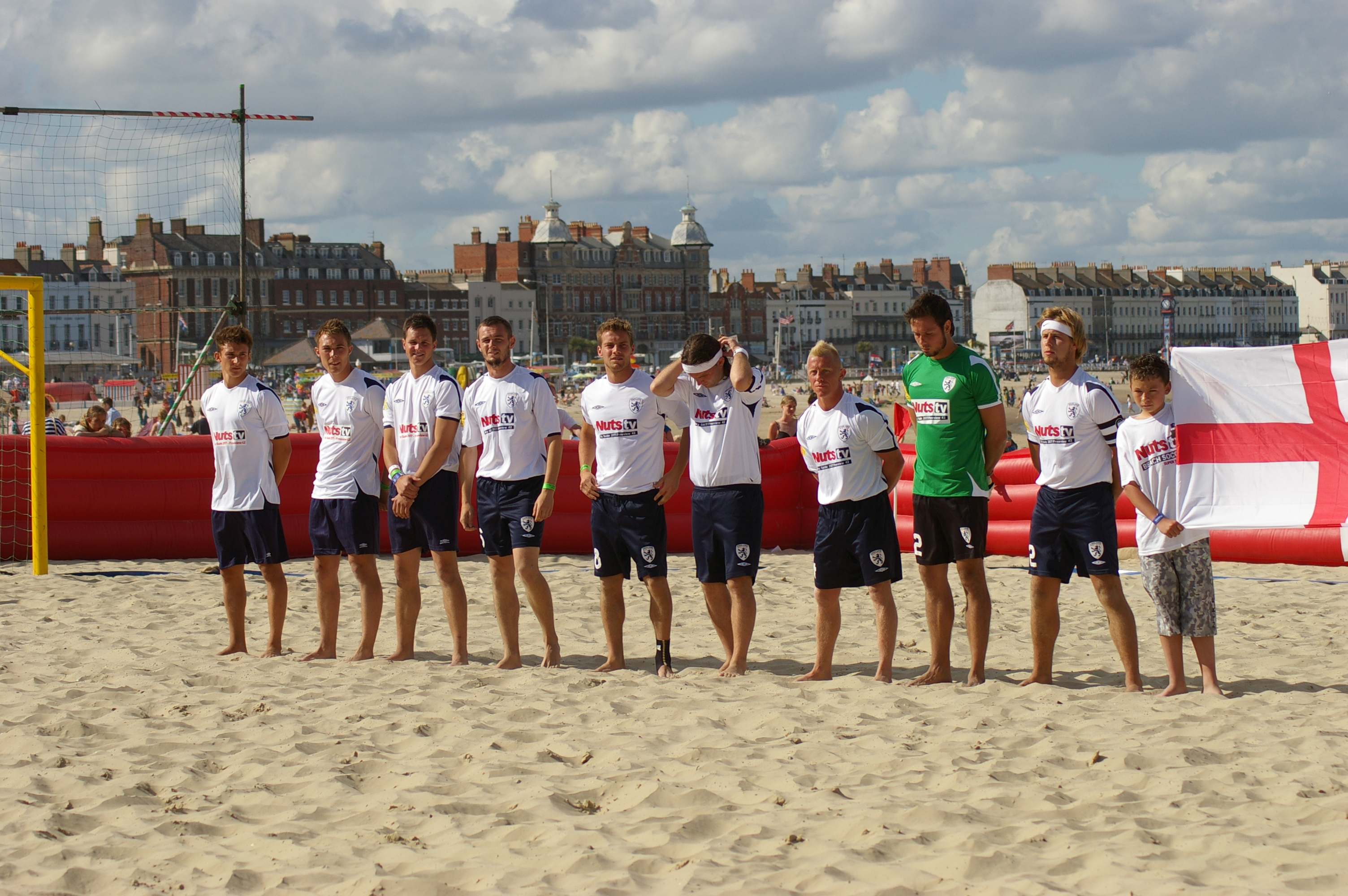
Команда в 2008 году

| Год         | Раунд                  | Результат              | И                      | В                      | П                      | ГЗ                     | ГП                     |
| ----------- | ---------------------- | ---------------------- | ---------------------- | ---------------------- | ---------------------- | ---------------------- | ---------------------- |
| 1995        | Матч за 3-е место      | 3 место                | 5                      | 2                      | 3                      | 20                     | 26                     |
| 1996 — 2001 | не участвовала         | не участвовала         | не участвовала         | не участвовала         | не участвовала         | не участвовала         | не участвовала         |
| 2002 — 2017 | не прошла квалификацию | не прошла квалификацию | не прошла квалификацию | не прошла квалификацию | не прошла квалификацию | не прошла квалификацию | не прошла квалификацию |
| 2019        | не участвовала         | не участвовала         | не участвовала         | не участвовала         | не участвовала         | не участвовала         | не участвовала         |
| 2021        | не прошла квалификацию | не прошла квалификацию | не прошла квалификацию | не прошла квалификацию | не прошла квалификацию | не прошла квалификацию | не прошла квалификацию |
| 2024        | не участвовала         | не участвовала         | не участвовала         | не участвовала         | не участвовала         | не участвовала         | не участвовала         |
| 2025        |                        |                        |                        |                        |                        |                        |                        |
| Всего       | 1/23                   | 1/23                   | 5                      | 2                      | 3                      | 20                     | 26                     |

### Квалификация на чемпионат мира
| Год   | Результат      | И              | В              | П              | ГЗ             | ГП             |
| ----- | -------------- | -------------- | -------------- | -------------- | -------------- | -------------- |
| 2008  | 1/8 финала     | 4              | 2              | 2              | 7              | 15             |
| 2009  | 1/8 финала     | 3              | 1              | 2              | 8              | 12             |
| 2011  | Групповой этап | 3              | 1              | 2              | 6              | 11             |
| 2013  | Групповой этап | 3              | 0              | 3              | 4              | 18             |
| 2015  | 12 место       | 8              | 3              | 5              | 26             | 35             |
| 2017  | Групповой этап | 3              | 1              | 2              | 7              | 15             |
| 2019  | не участвовала | не участвовала | не участвовала | не участвовала | не участвовала | не участвовала |
| 2021  | Групповой этап | 3              | 2              | 1              | 6              | 6              |
| 2023  | не участвовала | не участвовала | не участвовала | не участвовала | не участвовала | не участвовала |
| Всего | 7/9            | 27             | 10             | 17             | 64             | 112            |